# Paunovići
Paunovići (cyr. Пауновићи) – wieś w Bośni i Hercegowinie, w Republice Serbskiej, w gminie Kneževo. W 2013 roku liczyła 141 mieszkańców.